# Ekwok
Ekwok – miasto w Stanach Zjednoczonych, w stanie Alaska, w okręgu Dillingham.